# Concursul Muzical Eurovision Junior 2016
Concursul Muzical Eurovision Junior 2016 a fost cea de-a 14-a ediție a Concursului Muzical Eurovision Junior, care a avut loc la Centrul de Conferințe Mediteraneean, în Valletta, Malta. Aceasta a fost a doua oară când Malta a găzduit concursul muzical Eurovision Junior, prima dată fiind în 2014. 
Șaptesprezece țări au participat la concurs.  
Muntenegru și Slovenia s-au retras din competiție după două concursuri, iar San Marino se retrage după trei concursuri, în timp ce Cipru se întoarce după o pauză de un an, Israelul se întoarce după o pauză de 3 ani și Polonia se întoarce la concurs, după un record de 11 ani de pauză. 
Mariam Mamadașvili (Georgia) a câștigat concursul. Aceasta este a treia oară când Georgia câștigă Concursul Muzical Eurovision Junior, ceea ce face ca Georgia să fie prima țară câștigă competiția de 3 ori.

## Locația
Pe 13 aprilie 2016 a fost confirmat că Malta va găzdui concursul, a doua oară când face acest lucru, după ce a găzduit concursul și în 2014.
Concursul Muzical Eurovision Junior a avut loc în capitala Valletta, din Malta.

## Rezultatele obținute
| Nr. | Țara                | Artist                    | Muzică                                      | Limbă/Limbii        | Loc | Puncte |
| --- | ------------------- | ------------------------- | ------------------------------------------- | ------------------- | --- | ------ |
| 01  | Irlanda             | Zena Donnelly             | "Bríce ar Bhríce"                           | Irlandeză, Engleză  | 10  | 122    |
| 02  | Armenia             | Anahit & Mary             | "Tarber"                                    | Armeană, Engleză    | 2   | 232    |
| 03  | Albania             | Klesta Qehaja             | "Besoj"                                     | Albaneză, Engleză   | 13  | 38     |
| 04  | Rusia               | The Water of Life Project | "Water of Life"                             | Rusă, Engleză       | 4   | 202    |
| 05  | Malta               | Christina Magrin          | "Parachute"                                 | Engleză             | 6   | 191    |
| 06  | Bulgaria            | Lidia Ganeva              | "Magical Day (Vălșeben den)"                | Bulgară, Engleză    | 9   | 161    |
| 07  | Republica Macedonia | Martija Stanojković       | "Love Will Lead Our Way (Ljubovta ne vodi)" | Macedoneană,Engleză | 12  | 41     |
| 08  | Polonia             | Olivia Wieczorek          | "Nie zapomnij"                              | Poloneză, Engleză   | 11  | 60     |
| 09  | Belarus             | Aleksandr Minionok        | "Muzîka moih pobed (Music is My Only Way)"  | Rusă, Engleză       | 7   | 177    |
| 10  | Ucraina             | Sofia Rol                 | "Planet Craves for Love"                    | Ucraineană, Engleză | 14  | 30     |
| 11  | Italia              | Fiamma Boccia             | "Cara Mamma - Dear Mom"                     | Italiană, Engleză   | 3   | 209    |
| 12  | Serbia              | Dunja Jeličić             | "U la la la"                                | Sârbă               | 17  | 14     |
| 13  | Israel              | Shir & Tim                | "Follow My Heart"                           | Ebraică,Engleză     | 15  | 27     |
| 14  | Australia           | Alexa Curtis              | "We Are"                                    | Engleză             | 5   | 202    |
| 15  | Țările de Jos       | Kisses                    | "Kisses and Dancin'"                        | Olandeză, Engleză   | 8   | 174    |
| 16  | Cipru               | George Michaelides        | "Dance Floor"                               | Greacă, Engleză     | 16  | 27     |
| 17  | Georgia             | Mariam Mamadașvili        | "Mzeo"                                      | Georgiană           | 1   | 239    |